# Велоспорт на літніх Олімпійських іграх 2012 – роздільна шосейна гонка (жінки)
Індивідуальна гонка з роздільним стартом серед жінок на літніх Олімпійських іграх 2012 пройшла 1 серпня. У змаганнях взяли участь 24 спортсменки. Протяжність маршруту на південному заході Лондона склала 29 км, старт і фініш пройшов біля Хемптон-корт. Учасниці стартували з проміжком у 90 секунд.
Перемогу здобула олімпійська чемпіонка Пекіна-2008 американка Крістін Армстронг, срібло у чинної чемпіонки світу в роздільній гонці Юдіт Арндт, другу бронзу після тріумфу у груповій гонці виборола росіянка Ольга Забелінська.

## Призери
| Золото                  | Срібло                 | Бронза                    |
| Крістін Армстронг · США | Юдіт Арндт · Німеччина | Ольга Забелінська · Росія |

## Результати

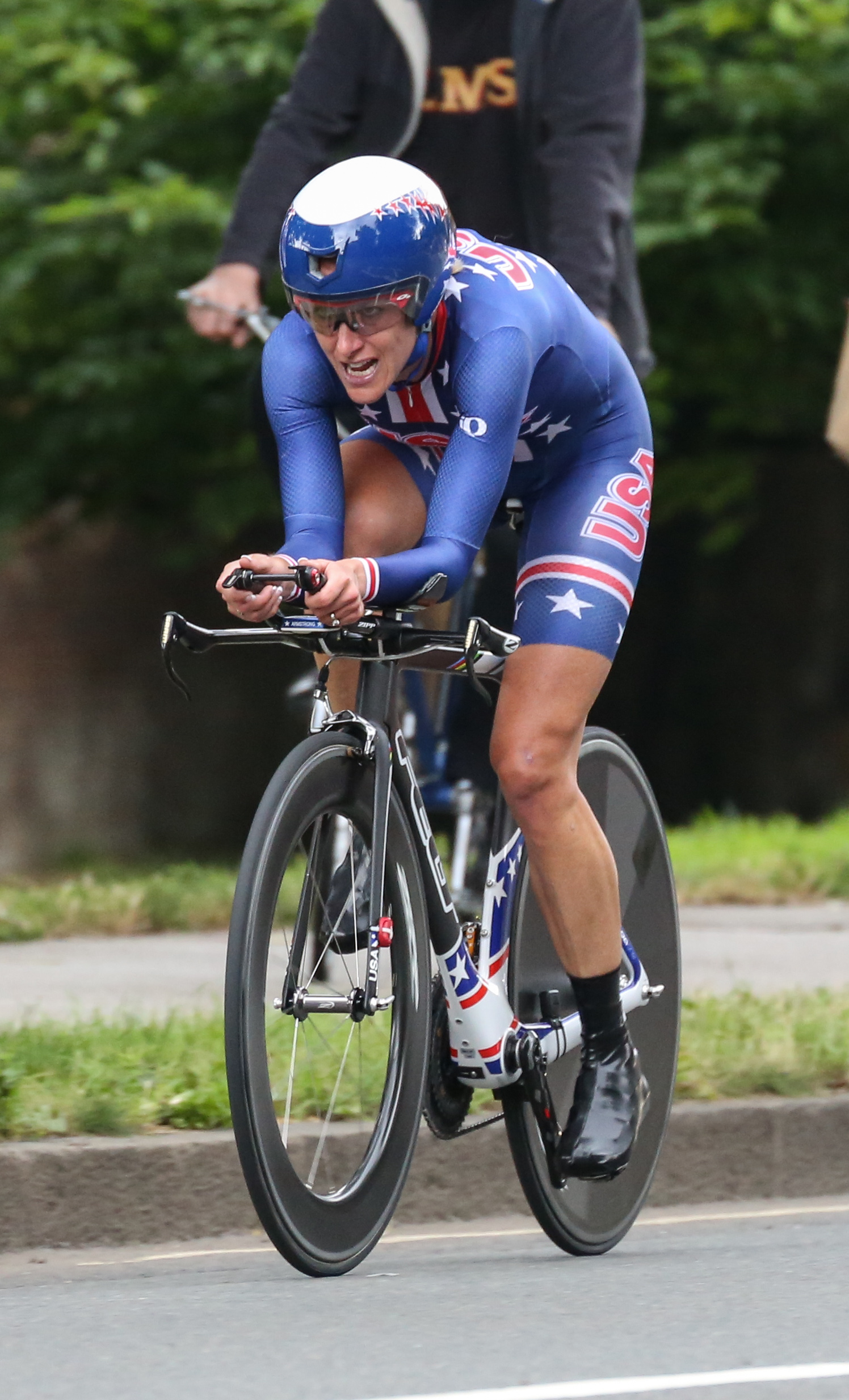
Крістін Армстронг їде до свого другого олімпійського золота у роздільній гонці поспіль

| Місце | Спортсмен           | Результат | Відставання |
| ----- | ------------------- | --------- | ----------- |
| 1     | Крістін Армстронг   | 37:34.82  |             |
| 2     | Юдіт Арндт          | 37:50.29  | +15.47      |
| 3     | Ольга Забелінська   | 37:57.35  | +22.53      |
| 4     | Лінда Віллумсен     | 37:59.18  | +24.36      |
| 5     | Клара Х'юз          | 38:28.96  | +54.14      |
| 6     | Емма Пулі           | 38:37.70  | +01:02.88   |
| 7     | Амбер Небен         | 38:45.17  | +01:10.35   |
| 8     | Еллен ван Дайк      | 38:53.68  | +01:18.86   |
| 9     | Тріксі Воррак       | 39:20.73  | +01:45.91   |
| 10    | Елізабет Армітстед  | 39:26.24  | +01:51.42   |
| 11    | Пія Сундстедт       | 40:01.69  | +02:26.87   |
| 12    | Тетяна Антошина     | 40:12.49  | +02:37.67   |
| 13    | Шара Джіллоу        | 40:25.03  | +02:50.21   |
| 14    | Емма Юханссон       | 40:38.56  | +03:03.74   |
| 15    | Одрі Кордон         | 40:40.51  | +03:05.69   |
| 16    | Маріанне Вос        | 40:40.79  | +03:05.97   |
| 17    | Емілія Фалін        | 41:15.86  | +03:41.04   |
| 18    | Клемільда Фернандес | 41:25.39  | +03:50.57   |
| 19    | Деніс Рамсден       | 41:44.81  | +04:09.99   |
| 20    | Олена Чалих         | 41:47.06  | +04:12.24   |
| 21    | Тетяна Гудерзо      | 41:48.94  | +04:14.12   |
| 22    | Ноемі Кантеле       | 41:51.18  | +04:16.36   |
| 23    | Лізбет де Фохт      | 42:08.28  | +04:33.46   |
| 24    | Ешлі Мулман         | 42:23.57  | +04:48.75   |